# Alopias
Alopias Rafinesque, 1810 è un genere di squali lamniformi, l'unico ascritto alla famiglia Alopiidae Bonaparte, 1838.

## Descrizione
Si tratta di squali di dimensioni medio-grandi (dai 6 metri e 500 kg di peso dello squalo volpe comune ai 3 metri dello squalo volpe pelagico), con colorazione bruna o bluastra sul dorso e più chiara sul ventre, pinne dorsali piccole, pinne pettorali a forma di falce ed una caratteristica pinna caudale eterocerca nella parte superiore e lunga quanto il corpo.

## Biologia
Si tratta di animali solitari che solcano senza sosta gli oceani alla ricerca di cibo, costituito da cefalopodi e pesci pelagici che vivono in gruppi (calamari, sgombri). Per catturare la preda, questi squali fendono l'acqua con la lunga pinna caudale, portando le prede a raggrupparsi e stordendole a colpi di coda.

Questi squali sono in grado di saltare completamente fuori dall'acqua, compiendo anche evoluzioni aeree in maniera simile ai delfini (breaching).
La fecondazione è interna, così come lo sviluppo embrionale: i piccoli (da 2 a 4) durante la gestazione si nutrono delle altre uova non fecondate che la madre continua a produrre (ovofagia), e alla nascita sono già ben sviluppati e grandi 1/3 dei genitori.

Lo sviluppo di questi squali è molto lento (maturità sessuale raggiunta fra i 7 e i 14 anni), ma si pensa che si tratti di creature longeve.
Generalmente non si tratta di squali pericolosi per l'uomo, anche se alcuni subacquei sarebbero stati colpiti dalla pinna caudale e un pescatore addirittura decapitato da un colpo di coda: in alcune aree questi animali vengono considerati un ambito trofeo di pesca, mentre in altre vengono pescati per estrarne l'olio di fegato e le pinne. Ciò ha fatto sì che tutte e tre le specie siano considerati vulnerabili dall'IUCN.

## Diffusione
Si tratta di animali pelagici, che preferiscono le acque aperte, dove si muovono a profondità quasi mai superiori a 500 m (sebbene durante il disastro petrolifero nel Golfo del Messico i ROV ne sorpresero un esemplare a profondità maggiori): lo squalo volpe comune è più frequente nelle acque costiere, sulla piattaforma continentale, e lo si può avvistare anche in acque non troppo profonde.

Gli Alopidi sono diffusi nelle acque temperate e tropicali di tutto il mondo, con lo squalo volpe comune che preferisce le aree più fresche.

## Tassonomia
I nomi della famiglia e del genere derivano ambedue dalla parola greca ἀλώπιξ (alopex), col significato di "volpe", in riferimento alla lunga pinna caudale di questi animali, che ricordò ai descrittori la coda di una volpe.
Al genere vengono generalmente ascritte tre specie:
Famiglia Alopiidae
- Genere Alopias
  - Squalo volpe pelagico, Alopias pelagicus Nakamura, 1935
  - Squalo volpe occhione, Alopias superciliosus Lowe, 1841
  - Squalo volpe, Alopias vulpinus Bonnaterre, 1788

A queste se ne aggiungerebbe una quarta, la cui esistenza è stata ipotizzata nel 1995 in seguito a un esame degli allozimi del tessuto muscolare di un esemplare ritenuto di A. superciliosus, pescato nelle acque circostanti la penisola messicana di Baja California.
In base alle analisi genetiche sul citocromo b, nel 1997 venne stabilito che la famiglia degli Alopiidi, oltre ad essere monofiletica, è filogeneticamente vicina alle famiglie dei Cetorinidi e dei Lamnidi (coi quali condividono alcune modifiche all'apparato circolatorio che consentono loro una forma quasi completa di endotermia): tale ipotesi è stata confermata da successive analisi di tipo cladistico effettuate nel 1991 e poi nel 2005.